# گرانیوم
گرانیوم (دانمارکی: Geranium) یک رستوران غذاهای خوش‌طعم و عالی (مورد پسند خوراک‌شناسان) در ورزشگاه پارکن در مرکز شهر کپنهاگ است. سرآشپز آن راسموس کوفود در سال ۲۰۱۱ برندهٔ بوکوز طلایی شد. این رستوران یکی از نخستین رستوران‌های دانمارک است که سه ستارهٔ میشلن دارد. در سال ۲۰۲۲ مجلهٔ رستوران گرانیوم را به‌عنوان بهترین رستوران جهان انتخاب کرد و آن را در صدر ۵۰ رستوران برتر جهان قرار داد. این رستوران در سال ۲۰۰۷ در معروف‌ترین پارک کپنهاگ که «باغ شاه» نام دارد، افتتاح شد و پس از دریافت یک ستارهٔ میشلن در سال ۲۰۰۹ بسته شد و در سال ۲۰۱۰ در ورزشگاه پارک بازگشایی شد. این رستوران دومین ستارهٔ میشلن خود را در سال ۲۰۱۳ و سومین ستارهٔ میشلن خود را در ۲۴ فوریهٔ ۲۰۱۶ دریافت کرد. دانمارک و نروژ تنها کشورهای نوردیک هستند که سه ستارهٔ میشلن دارند.